# 珍妮·约瑟夫
珍妮·玛丽安·约瑟夫（英語：Jane Marian Joseph，1894年5月31日—1929年3月9日），英国作曲家、编曲家、音乐教师。她师从古斯塔夫·霍尔斯特，音乐生涯与这位老师有着紧密的联系。这尤其体现在一系列由她组织管理的音乐节中——霍尔斯特也参与其中。她的许多作品是为这些音乐节或者类似的场合所创作。因为早逝，她没能够完全实现她的才华，被认为是英国音乐史上的一大损失。
霍尔斯特在圣保罗女子学院教授作曲的时候留意到了珍妮的才华。1914年，当霍尔斯特创作《行星组曲》时，珍妮成为了他的文书助理，负责准备〈冥王星〉乐章的曲谱。在她其后的生涯中，珍妮协助霍尔斯特完成笔录、编剧以及翻译等工作，并且是芭蕾舞剧《金鹅》的编剧。在她短暂的职业生涯中，珍妮是女性音乐家协会的活跃成员，也是肯星顿音乐比赛节的主要负责人，并协助创立了肯星顿合唱协会。她也曾在女子学院中教音乐（霍尔斯特的女儿伊莫根是她的学生之一），是莫莉学院音乐史上的重要一员。

## 生平

### 家庭背景与童年
珍妮·约瑟夫1894年5月31日出生于伦敦肯星顿自治市诺丁山区克兰瑞佳德花园23号的一个富裕犹太家庭。她的父亲乔治·所罗门·约瑟夫（1844-1917）是家族事务所中的一名事务律师，于1880年与亨瑞埃塔·妮·富兰克林（1861–1938）结婚。珍妮是他们的第四个孩子；她的三位兄长中最小的一个也比她大了七岁。乔治·约瑟夫对音乐有着浓厚的兴趣，而他的孩子们继承了这种兴趣。他的两个儿子，弗兰克（1881–1944）与埃德温（1887–1975）成为了优秀的弦乐演奏家；珍妮先后学会了钢琴（她在七岁时第一次参加钢琴考试）与低音提琴。后来，弗兰克的学生，珍妮和他们的朋友们一起组成了约瑟夫管弦乐团，在弗兰克的家乡连续多年演出。